# Степанов, Василий (актёр немого кино)
Василий Степанов — русский актёр немого кино, снимавшийся в фильмах киноателье Ханжонкова в 1909—1913 годах.

## Биография
Василий Степанов среди других актёров труппы Введенского народного дома был приглашён Василием Гончаровым для съёмок фильмов в 1908 году. По воспоминаниям Петра Чардынина, который также был членом труппы, актёров пришлось уговаривать принять участие в съёмках, но именно они вскоре стали «основным ядром киногруппы» ателье Ханжонкова.
Василий Степанов обычно играл роли пожилых крепких мужчин — Кочубея в «Мазепе», Собакевича в «Мёртвых душах», Мельника в «Русалке» и так далее.

## Фильмография
- 1909 — «Русская свадьба XVI столетия»
- 1909 — «Ванька-ключник»
- 1909 — «Мазепа» — Кочубей
- 1909 — «Мёртвые души» — Собакевич
- 1910 — «Коробейники»
- 1910 — «Русалка» — Мельник
- 1911 — «Боярская дочь»
- 1911 — «Василиса Мелентьевна и царь Иван Васильевич Грозный»
- 1912 — «Братья-разбойники»
- 1913 — «Воцарение дома Романовых»
- 1916 — «Путаница»
- 1918 — «Женщина, которая изобрела любовь»
- 1918 — «Живой труп» — Петушков